# Arrhenocnemis parvibullis
Arrhenocnemis parvibullis là loài chuồn chuồn trong họ Platycnemididae. Loài này được Orr & Kalkman mô tả khoa học đầu tiên năm 2010.